# Byrsonima coccolobifolia
Byrsonima coccolobifolia là một loài thực vật có hoa trong họ Malpighiaceae. Loài này được Kunth mô tả khoa học đầu tiên năm 1822.

## Hình ảnh

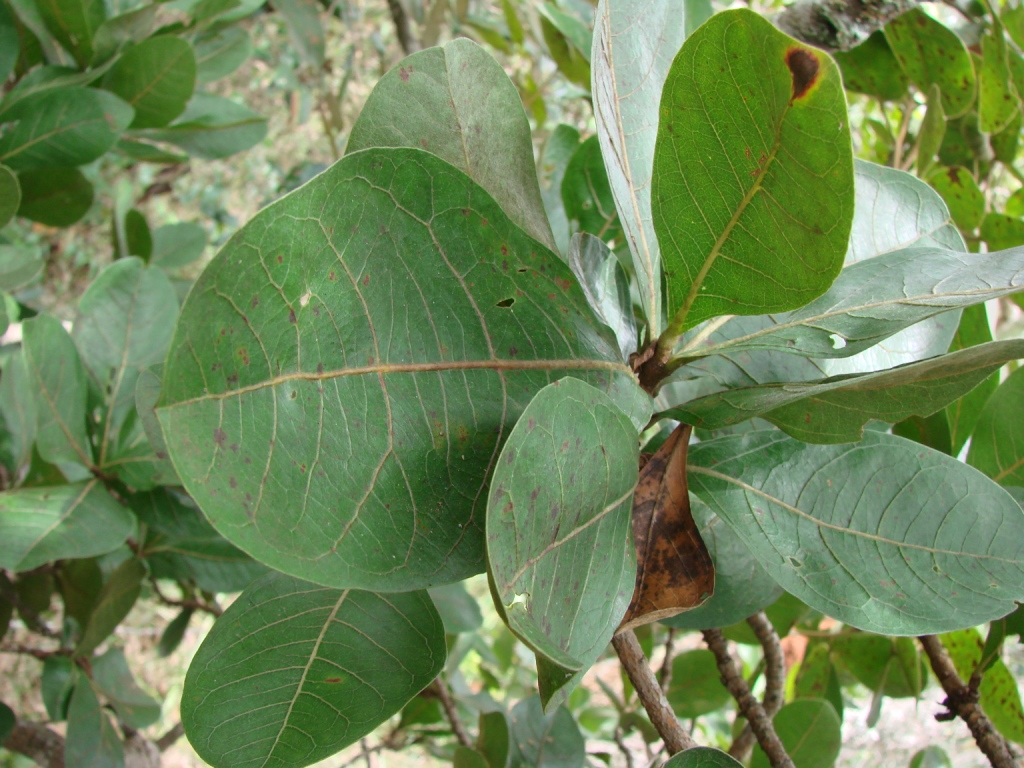